# Afrikaspiele 2011/Leichtathletik
Bei den Afrikaspielen 2011 in Maputo, Mosambik, wurden vom 11. bis 15. September 46 Wettbewerbe in der Leichtathletik ausgetragen, je 23 für Damen und  Herren.

## Ergebnisse

### Männer

#### 100 m
| Platz | Athlet                    | Land | Zeit (s) |
| ----- | ------------------------- | ---- | -------- |
| 1     | Amr Ibrahim Mostafa Seoud | EGY  | 10,20    |
| 2     | Ben Youssef Meïté         | CIV  | 10,28    |
| 3     | Obinna Metu               | NGR  | 10,29    |
| 4     | Ogho-Oghene Egwero        | NGR  | 10,31    |
| 5     | Mouhamadou Lamine Niang   | SEN  | 10,32    |
| 6     | Idrissa Adam              | CMR  | 10,32    |
| 7     | Aziz Zakari               | GHA  | 10,42    |
| 8     | Gérard Kobéané            | BFA  | 10,45    |

Wind: −0,4 m/s
Finale: 12. September

#### 200 m
| Platz | Athlet             | Land | Zeit (s) |
| ----- | ------------------ | ---- | -------- |
| 1     | Idrissa Adam       | CMR  | 20,66    |
| 2     | Ben Youssef Meïté  | CIV  | 20,76    |
| 3     | Obakeng Ngwigwa    | BOT  | 20,94    |
| 4     | Fanuel Kenosi      | BOT  | 20,98    |
| 5     | Francis Zimwara    | ZIM  | 20,98    |
| 6     | Shepherd Agbeko    | GHA  | 20,99    |
| 7     | Sibusiso Matsenjwa | SWA  | 21,08    |
|       | Tim Abeyie         | GHA  | DNS      |

Wind: +1,7 m/s
Finale: 15. September

#### 400 m
| Platz | Athlet                | Land | Zeit (s) |
| ----- | --------------------- | ---- | -------- |
| 1     | Rabah Yousif          | SUD  | 45,27    |
| 2     | Tobi Ogunmola         | NGR  | 45,82    |
| 3     | Mark Kiprotich Muttai | KEN  | 46,52    |
| 4     | Bereket Desta         | ETH  | 46,56    |
| 5     | James Godday          | NGR  | 46,58    |
| 6     | Sakarea Kamberuka     | BOT  | 46,60    |
| 7     | Isaac Makwala         | BOT  | 46,78    |
| 8     | Pako Seribe           | BOT  | 46,88    |

Finale: 13. September

#### 800 m
| Platz | Athlet               | Land | Zeit (min) |
| ----- | -------------------- | ---- | ---------- |
| 1     | Taoufik Makhloufi    | ALG  | 1:46,32    |
| 2     | Boaz Kiplagat Lalang | KEN  | 1:46,40    |
| 3     | Job Koech Kinyor     | KEN  | 1:46,52    |
| 4     | Prince Mumba         | ZAM  | 1:47,04    |
| 5     | Ghyrmay Yowhanes     | ERI  | 1:47,47    |
| 6     | David Mutua          | KEN  | 1:47,81    |
| 7     | Shiferaw Wola        | ETH  | 1:47,95    |
| 8     | Esrael Awoke         | ETH  | 1:49,86    |

Finale: 13. September

#### 1500 m
| Platz | Athlet            | Land | Zeit (min) |
| ----- | ----------------- | ---- | ---------- |
| 1     | Caleb Ndiku       | KEN  | 3:39,12    |
| 2     | Collins Cheboi    | KEN  | 3:39,72    |
| 3     | Taoufik Makhloufi | ALG  | 3:39,99    |
| 4     | Imad Touil        | ALG  | 3:40,39    |
| 5     | Aman Wote         | ETH  | 3:41,04    |
| 6     | Ayanleh Souleiman | DJI  | 3:44,77    |
| 7     | Soresa Fida       | ETH  | 3:45,10    |
| 8     | Ghyrmay Yowhanes  | ERI  | 3:45,88    |

Finale: 15. September

#### 5000 m
| Platz | Athlet                   | Land | Zeit (min) |
| ----- | ------------------------ | ---- | ---------- |
| 1     | Moses Ndiema Kipsiro     | UGA  | 13:43,08   |
| 2     | Yenew Alamirew           | ETH  | 13:43,33   |
| 3     | Abayneh Ayele            | ETH  | 13:43,51   |
| 4     | Vincent Kipsegechi Yator | KEN  | 13:43,52   |
| 5     | Osman Yahya              | SUD  | 13:44,06   |
| 6     | Jacob Chesari            | KEN  | 13:44,18   |
| 7     | Mumin Gala               | DJI  | 13:45,28   |
| 8     | Youssouf Hiss Bachir     | DJI  | 13:65,61   |

15. September

#### 10.000 m
| Platz | Athlet                  | Land | Zeit (min) |
| ----- | ----------------------- | ---- | ---------- |
| 1     | Ibrahim Jeilan          | ETH  | 28:18,22   |
| 2     | Bedan Karoki Muchiri    | KEN  | 28:19,22   |
| 3     | Azmeraw Bekele          | ETH  | 28:19,32   |
| 4     | Kenneth Kiprop Kipkemoi | KEN  | 28:20,61   |
| 5     | Dino Sefir              | ETH  | 28:43,20   |
| 6     | Negusse Ameleson        | ERI  | 28:46,03   |
| 7     | Jean Marie Uwajeneza    | RWA  | 29:08,04   |
| 8     | Alphonce Simbu          | TAN  | 29:58,20   |

12. September

#### Halbmarathon
| Platz | Athlet                  | Land | Zeit (h) |
| ----- | ----------------------- | ---- | -------- |
| 1     | Lelisa Desisa           | ETH  | 1:04:31  |
| 2     | Kenneth Kiprop Kipkemoi | KEN  | 1:04:44  |
| 3     | Bekana Daba             | ETH  | 1:04:51  |
| 4     | Leonard Kipkoech Langat | KEN  | 1:05:02  |
| 5     | Kelvin Pangiso          | ZIM  | 1:05:11  |
| 6     | Dickson Marwa           | TAN  | 1:05:22  |
| 7     | Tewolde Estiranos       | ERI  | 1:05:25  |
| 8     | Ramolefi Motsieola      | LES  | 1:05:28  |

15. September

#### 20 km Gehen
| Platz            | Athlet            | Land | Zeit (h) |
| ---------------- | ----------------- | ---- | -------- |
| 1                | Hassanine Sebei   | TUN  | 1:24:53  |
| 2                | Hédi Teraoui      | TUN  | 1:26:44  |
| 3                | Gabriel Ngintedem | CMR  | 1:32:08  |
| 4                | Chernet Mikore    | ETH  | 1:33:38  |
| 5                | Julius Sawe       | KEN  | 1:34:36  |
| 6                | Misebo Minamo     | ETH  | 1:41:00  |
| 7                | Nilson Tavares    | CPV  | 1:57:45  |
|                  | Josphat Sirma     | KEN  | DSQ      |
| Mulugeta Tesfaye | ETH               | DSQ  |          |

14. September

#### 110 m Hürden
| Platz | Athlet               | Land | Zeit (s) |
| ----- | -------------------- | ---- | -------- |
| 1     | Othmane Hadj Lazib   | ALG  | 13,48 GR |
| 2     | Selim Nurudeen       | NGR  | 13,61    |
| 3     | Samuel Okon          | NGR  | 13,75    |
| 4     | Martins Oghieriaki   | NGR  | 13,89    |
| 5     | Moussa Dembélé       | SEN  | 14,11    |
| 6     | Mohamed Koné         | MLI  | 14,18    |
| 7     | Amon Chepsongol      | KEN  | 14,28    |
| 8     | Florent Lomba Bilisi | COD  | 14,94    |

Wind: +2,0 m/s
12. September

#### 400 m Hürden
| Platz | Athlet             | Land | Zeit (s) |
| ----- | ------------------ | ---- | -------- |
| 1     | Abderahmane Hamadi | ALG  | 50,48    |
| 2     | Kurt Couto         | MOZ  | 51,04    |
| 3     | Julius Rotich      | KEN  | 51,15    |
| 4     | Daniel Lagamang    | BOT  | 51,44    |
| 5     | Hafiz Mohamed      | SUD  | 51,44    |
| 6     | Miloud Rahmani     | ALG  | 52,00    |
| 7     | Johannes Maritz    | NAM  | 52,29    |
| 8     | Abdulgadir Idriss  | SUD  | 53,45    |

Finale: 13. September

#### 3000 m Hindernis
| Platz | Athlet                  | Land | Zeit (min) |
| ----- | ----------------------- | ---- | ---------- |
| 1     | Birhan Getahun          | ETH  | 8:17,36    |
| 2     | Roba Gari               | ETH  | 8:18,42    |
| 3     | Sisay Koreme            | ETH  | 8:20,72    |
| 4     | Jairus Kipchoge Birech  | KEN  | 8:21,30    |
| 5     | Jacob Araptany          | UGA  | 8:24,08    |
| 6     | Myiramsabimama Angelime | RWA  | 8:24,57 NR |
| 7     | Weynay Ghebreselasse    | ERI  | 8:33,59 NR |
| 8     | Abel Kiprop Mutai       | KEN  | 8:33,75    |

11. September

#### 4 × 100 m Staffel
| Platz | Land           | Athleten                                                      | Zeit (s) |
| ----- | -------------- | ------------------------------------------------------------- | -------- |
| 1     | Nigeria        | Peter Emelieze Obinna Metu Benjamin Adukwu Ogho-Oghene Egwero | 38,93    |
| 2     | Ghana          | Aziz Zakari Emmanuel Kubi Ashhad Agyapong Tim Abeyie          | 38,95    |
| 3     | Botswana       | Pako Seribe Fanuel Kenosi Thapelo Ketlogetswe Obakeng Ngwigwa | 39,09    |
| 4     | Elfenbeinküste |                                                               | 39,50    |
| 5     | Mauritius      | Fabrice Coiffic Éric Milazar ?                                | 39,85    |
| 6     | Kamerun        |                                                               | 40,16    |
| 7     | Simbabwe       |                                                               | 40,20    |
| 8     | Kenia          |                                                               | 40,33    |

13. September

#### 4 × 400 m Staffel
| Platz | Land     | Athleten                                                                | Zeit (min) |
| ----- | -------- | ----------------------------------------------------------------------- | ---------- |
| 1     | Kenia    | Anderson Mureta Jonathan Kibet Vincent Mumo Kiilu Mark Kiprotich Muttai | 3:03,10    |
| 2     | Nigeria  | ? James Godday                                                          | 3:05,26    |
| 3     | Botswana | Sakatea Kamberuka Obakeng Ngwigwa Tshepo Kelaotse Isaac Makwala         | 3:05,92    |
| 4     | Sudan    |                                                                         | 3:08,67    |
| 5     | Simbabwe |                                                                         | 3:10,71    |
| 6     | Mosambik |                                                                         | 3:18,98    |

15. September

#### Hochsprung
| Platz | Athlet                 | Land | Weite (m) |
| ----- | ---------------------- | ---- | --------- |
| 1     | Ali Mohd Younes Idriss | SUD  | 2,25      |
| 2     | Kabelo Kgosiemang      | BOT  | 2,20      |
| 3     | William Woodcock       | SEY  | 2,15      |
| 4     | Fernand Djoumessi      | CMR  | 2,15      |
| 5     | Raoul Matongo          | CMR  | 2,10      |
| 6     | Masanga Mekombo        | COD  | 2,05      |
| 7     | Jah Bennett            | LIB  | 2,05      |
| 8     | Gobe Takobona          | BOT  | 2,00      |

15. September

#### Stabhochsprung
| Platz | Athlet         | Land | Weite (m) |
| ----- | -------------- | ---- | --------- |
| 1     | Larbi Bourrada | ALG  | 5,00 PB   |
| 2     | Mourad Souissi | ALG  | 4,00      |

14. September

#### Weitsprung
| Platz | Athlet                    | Land | Weite (m) |
| ----- | ------------------------- | ---- | --------- |
| 1     | Luvo Manyonga             | RSA  | 8,02      |
| 2     | Ignisious Gaisah          | GHA  | 7,86      |
| 3     | Ndiss Kaba Badji          | SEN  | 7,83      |
| 4     | Mohamed Fathalla Difallah | EGY  | 7,77      |
| 5     | Ojulu Lingo Obang         | ETH  | 7,65      |
| 6     | Peggy Sita Kihoue         | CGO  | 7,44      |
| 7     | Larona Koosimile          | BOT  | 7,43      |
| 8     | Shola Anota               | NGR  | 7,34      |

15. September

#### Dreisprung
| Platz | Athlet                 | Land | Weite (m) |
| ----- | ---------------------- | ---- | --------- |
| 1     | Tosin Oke              | NGR  | 16,65     |
| 2     | Issam Nima             | ALG  | 16,54     |
| 3     | Hugo Mamba-Schlick     | CMR  | 16,17     |
| 4     | Seif El Islem Temacini | ALG  | 16,10     |
| 5     | Tumelo Thagane         | RSA  | 15,92     |
| 6     | Mamadou Gueye          | SEN  | 15,81     |
| 7     | Afonso Zandamela       | MOZ  | 15,72     |
| 8     | Tera Langat            | KEN  | 15,13     |

12. September

#### Kugelstoßen
| Platz | Athlet           | Land | Weite (m) |
| ----- | ---------------- | ---- | --------- |
| 1     | Yasser Farag     | EGY  | 19,73 GR  |
| 2     | Jaco Engelbrecht | RSA  | 18,89     |
| 3     | Roelie Potgieter | RSA  | 18,68     |
| 4     | Ross Jordaan     | RSA  | 18,08     |
| 5     | Franck Elemba    | CGO  | 16,44     |
| 6     | Moussa Diarra    | MLI  | 16,23     |
| 7     | Luccioni Mve     | GAB  | 15,01     |

12. September

#### Diskuswurf
| Platz | Athlet                 | Land | Weite (m) |
| ----- | ---------------------- | ---- | --------- |
| 1     | Yasser Farag           | EGY  | 63,20     |
| 2     | Victor Hogan           | RSA  | 62,60     |
| 3     | Russell Tucker         | RSA  | 55,98     |
| 4     | Moumen Bourekba        | ALG  | 52,47     |
| 5     | Elvino Pierre Louis    | MRI  | 51,89     |
| 6     | Ezeofo Kenechukukwa    | NGR  | 50,92     |
| 7     | Siegfried Luccioni Mve | GAB  | 48,55 NR  |

11. September

#### Hammerwurf
| Platz | Athlet                 | Land | Weite (m) |
| ----- | ---------------------- | ---- | --------- |
| 1     | Mostafa el-Gamel       | EGY  | 74,76     |
| 2     | Chris Harmse           | RSA  | 74,66     |
| 3     | Hassan Mohamed Mahmoud | EGY  | 69,70     |

14. September

#### Speerwurf
| Platz | Athlet                 | Land | Weite (m) |
| ----- | ---------------------- | ---- | --------- |
| 1     | Julius Yego            | KEN  | 78,34 GR  |
| 2     | Bernard Crous          | RSA  | 72,68     |
| 3     | Friday Osanyade        | NGR  | 71,01     |
| 4     | Gerhardus Pienaar      | RSA  | 70,16     |
| 5     | Ihab Abdelrahman       | EGY  | 69,94     |
| 6     | Kenichewkwe Godfrey    | NGR  | 63,11     |
| 7     | Moctar Djigui          | MLI  | 58,02     |
| 8     | Domingos Armando Doliz | MOZ  | 52,96     |

15. September

#### Zehnkampf
| Platz | Athlet            | Land | Punkte  |
| ----- | ----------------- | ---- | ------- |
| 1     | Jangy Addy        | LBR  | 7985 GR |
| 2     | Guillaume Thierry | MRI  | 7481    |
| 3     | Ali Kamé          | MAD  | 7458    |
| 4     | Mourad Souissi    | ALG  | 7289    |
| 5     | Lee Okoroafor     | NGR  | 7103    |
|       | Ahmed Saad Hamed  | EGY  | DNF     |
|       | Larbi Bourrada    | ALG  | DNF     |

11. /12. September

### Frauen

#### 100 m
| Platz | Athlet                   | Land | Zeit (s) |
| ----- | ------------------------ | ---- | -------- |
| 1     | Oludamola Osayomi        | NGR  | 10,90    |
| 2     | Blessing Okagbare        | NGR  | 11,01    |
| 3     | Gloria Asumnu            | NGR  | 11,26    |
| 4     | Vida Anim                | GHA  | 11,37    |
| 5     | Delphine Atangana        | CMR  | 11,56    |
| 6     | Charlotte Mebenga Amombo | CMR  | 11,62    |
| 7     | Marie-Josée Ta Lou       | CIV  | 11,66    |
| 8     | Fanny Appes Ekanga       | CMR  | 11,75    |

Finale: 12. September
Wind: +2,5 m/s

#### 200 m
| Platz | Athlet              | Land | Zeit (s) |
| ----- | ------------------- | ---- | -------- |
| 1     | Oludamola Osayomi   | NGR  | 22,86    |
| 2     | Vida Anim           | GHA  | 23,06    |
| 3     | Tjipekapora Herunga | NAM  | 23,50 NR |
| 4     | Endurance Abinuwa   | NGR  | 23,57    |
| 5     | Gloria Asunmu       | NGR  | 23,81    |
| 6     | Marie-Josée Ta Lou  | CIV  | 24,12    |
| 7     | Beatrice Gyaman     | GHA  | 24,15    |
|       | Globine Mayova      | NAM  | DNF      |

Finale: 15. September
Wind: +1,9 m/s

#### 400 m
| Platz | Athlet              | Land | Zeit (s) |
| ----- | ------------------- | ---- | -------- |
| 1     | Amantle Montsho     | BOT  | 50,87    |
| 2     | Amy Mbacké Thiam    | SEN  | 51,77    |
| 3     | Tjipekapora Herunga | NAM  | 51,84 NR |
| 4     | Ndèye Fatou Soumah  | SEN  | 52,17    |
| 5     | Joy Sakari          | KEN  | 52,18    |
| 6     | Bukola Abogunloko   | NGR  | 53,08    |
| 7     | Margaret Etim       | NGR  | 53,15    |
| 8     | Omolara Omotosho    | NGR  | 53,19    |

Finale: 13. September

#### 800 m
| Platz | Athlet           | Land | Zeit (min) |
| ----- | ---------------- | ---- | ---------- |
| 1     | Annet Negesa     | UGA  | 2:01,81    |
| 2     | Fantu Magiso     | ETH  | 2:03,22    |
| 3     | Sylvia Chesebe   | KEN  | 2:04,16    |
| 4     | Nelly Jepkosgei  | KEN  | 2:05,35    |
| 5     | Jane Jelagat     | KEN  | 2:06,52    |
| 6     | Alem Gereziher   | ETH  | 2:07,53    |
| 7     | Ehsan Gibril     | SUD  | 2:09,10    |
| 8     | Annabelle Lascar | MRI  | 2:10,70    |

Finale: 12. September

#### 1500 m
| Platz | Athlet             | Land | Zeit (min) |
| ----- | ------------------ | ---- | ---------- |
| 1     | Irene Jelagat      | KEN  | 4:13,67    |
| 2     | Joyce Chepkirui    | KEN  | 4:13,71    |
| 3     | Tezita Bogale      | ETH  | 4:14,41    |
| 4     | Meskerem Assefa    | ETH  | 4:14,76    |
| 5     | Bertukan Feyisa    | ETH  | 4:17,01    |
| 6     | Ann Karindi Mwangi | KEN  | 4:18,76    |
| 7     | Annet Negesa       | UGA  | 4:24,32    |
| 8     | Ehsan Gibril       | SUD  | 4:25,44    |

15. September

#### 5000 m
| Platz | Athlet                  | Land | Zeit (min) |
| ----- | ----------------------- | ---- | ---------- |
| 1     | Sule Utura              | ETH  | 15:38,70   |
| 2     | Emebet Anteneh Mengistu | ETH  | 15:40,13   |
| 3     | Pauline Korikwiang      | KEN  | 15:40,93   |
| 4     | Hyvin Kiyeng            | KEN  | 15:42,64   |
| 5     | Esther Ndiema           | KEN  | 15:43,48   |
| 6     | Gotytom Gebreslase      | ETH  | 15:49,90   |
| 7     | Angeline Nyiransabimana | RWA  | 16:24,04   |
| 8     | Mekdes Woldu            | ERI  | 16:42,69   |

11. September

#### 10.000 m
| Platz | Athlet                 | Land | Zeit (min) |
| ----- | ---------------------- | ---- | ---------- |
| 1     | Sule Utura             | ETH  | 33:24,82   |
| 2     | Wude Ayalew            | ETH  | 33:24,88   |
| 3     | Pauline Korikwiang     | KEN  | 33:26,17   |
| 4     | Pauline Kahenya        | KEN  | 33:26,98   |
| 5     | Claudette Mukasakindi  | RWA  | 35:18,05   |
| 6     | Adene Tersralem        | ERI  | 35:20,02   |
|       | Meselech Melkamu       | ETH  | DNF        |
|       | Grace Kwamboka Momanyi | KEN  | DNF        |
|       | Hortencia Lichimane    | MOZ  | DNF        |

14. September

#### Halbmarathon
| Platz | Athlet               | Land | Zeit (h) |
| ----- | -------------------- | ---- | -------- |
| 1     | Mare Dibaba          | ETH  | 1:10:47  |
| 2     | Mamitu Daska         | ETH  | 1:10:52  |
| 3     | Helalia Johannes     | NAM  | 1:11:12  |
| 4     | Peninah Jerop Arusei | KEN  | 1:11:35  |
| 5     | Sarah Chepchirchir   | KEN  | 1:12:39  |
| 6     | Merima Mohammed      | ETH  | 1:15:06  |
| 7     | Rutendo Nyahora      | UGA  | 1:19:35  |
| 8     | Makampong Masaile    | LES  | 1:27:25  |

15. September

#### 20 km Gehen
| Platz | Athlet             | Land | Zeit (h) |
| ----- | ------------------ | ---- | -------- |
| 1     | Chaima Trabelsi    | TUN  | 1:40:35  |
| 2     | Olfa Lafi          | TUN  | 1:41:25  |
| 3     | Aynalem Eshetu     | ETH  | 1:42:19  |
| 4     | Emily Wamusyi Ngii | KEN  | 1:43:28  |
| 5     | Asnakech Ararissa  | ETH  | 1:50:32  |
| 6     | Grace Thoithi      | KEN  | 1:51:32  |
| 7     | Adanech Mengistu   | ETH  | 1:53:37  |

14. September

#### 100 m Hürden
| Platz | Athlet             | Land | Zeit (s) |
| ----- | ------------------ | ---- | -------- |
| 1     | Seun Adigun        | NGR  | 13,20    |
| 2     | Jessica Ohanaja    | NGR  | 13,36    |
| 3     | Rosa Rakotozafy    | MAD  | 13,55    |
| 4     | Amina Ferguen      | ALG  | 13,58    |
| 5     | Rosina Amenebed    | GHA  | 13,74    |
| 6     | Telma Cossa        | MOZ  | 14,05    |
| 7     | Gnima Faye         | SEN  | 14,10    |
| 8     | Adja Arrete Ndiaye | SEN  | 14,54    |

Finale: 13. September
Wind: +4,2 m/s

#### 400 m Hürden
| Platz | Athlet                | Land | Zeit (s) |
| ----- | --------------------- | ---- | -------- |
| 1     | Muizat Ajoke Odumosu  | NGR  | 56,26    |
| 2     | Wenda Theron          | RSA  | 57,13    |
| 3     | Kou Luogon            | LBR  | 57,34    |
| 4     | Maureen Jelagat Maiyo | KEN  | 57,49    |
| 5     | Mame Fatou Faye       | SEN  | 57,99    |
| 6     | Olga Razanamalala     | MAD  | 58,78    |
| 7     | Oarabile Babolayi     | BOT  | 58,91    |
| 8     | Leslie Njoku          | NGR  | 60,80    |

Finale: 15. September

#### 3000 m Hindernis
| Platz | Athlet          | Land | Zeit (min) |
| ----- | --------------- | ---- | ---------- |
| 1     | Hyvin Kiyeng    | KEN  | 10:00,50   |
| 2     | Hiwot Ayalew    | ETH  | 10:00,57   |
| 3     | Birtukan Adamu  | ETH  | 10:02,22   |
| 4     | Lidya Chepkurui | KEN  | 10:03,69   |
| 5     | Janet Achola    | UGA  | 10:23,16   |

13. September

#### 4 × 100 m Staffel
| Platz | Land         | Athleten                                                                              | Zeit (s) |
| ----- | ------------ | ------------------------------------------------------------------------------------- | -------- |
| 1     | Nigeria      | Gloria Asumnu Agnes Osazuwa Oludamola Osayomi Blessing Okagbare                       | 43,34    |
| 2     | Ghana        | Janet Amponsah Flings Owusu-Agyapong Beatrice Gyaman Vida Anim                        | 44,33    |
| 3     | Kamerun      | Fanny Appes Ekanga Charlotte Mebenga Amombo Marie Gisèle Eleme Asse Delphine Atangana | 45,00    |
| 4     | Madagaskar   |                                                                                       | 45,61    |
| 5     | Burkina Faso |                                                                                       | 46,85    |
| 6     | Mosambik     |                                                                                       | 47,95    |

13. September

#### 4 × 400 m Staffel
| Platz | Land     | Athleten                                                              | Zeit (min) |
| ----- | -------- | --------------------------------------------------------------------- | ---------- |
| 1     | Nigeria  | Omolara Omotosho Margaret Etim Bukola Abogunloko Ajoke Odumosu        | 3:31,21    |
| 2     | Senegal  | Mame Fatou Faye Aminata Le Bouard Ndèye Fatou Soumah Amy Mbacké Thiam | 3:32,21    |
| 3     | Kenia    | ? Grace Miroyo Kidake ? Joy Sakari                                    | 3:37,37    |
| 4     | Botswana |                                                                       | 3:38,54    |
| 5     | Simbabwe |                                                                       | 4:04,72    |

15. September

#### Hochsprung
| Platz | Athlet           | Land | Höhe (m) |
| ----- | ---------------- | ---- | -------- |
| 1     | Doreen Amata     | NGR  | 1,80     |
| 2     | Uhunoma Osazuwa  | NGR  | 1,80     |
| 3     | Lissa Labiche    | SEY  | 1,80     |
| 4     | Anika Smit       | RSA  | 1,75     |
| 5     | Basant Hassan    | EGY  | 1,75     |
| 6     | Selloane Tsoaeli | LES  | 1,70     |

12. September

#### Stabhochsprung
| Platz | Athlet             | Land | Höche (m) |
| ----- | ------------------ | ---- | --------- |
| 1     | Dorra Mahfoudhi    | TUN  | 3,60 =PB  |
| 2     | Alima Ouattara     | CIV  | 3,20      |
|       | Romaissa Belabioud | ALG  | NM        |
|       | Olfa Lafi          | TUN  | NM        |
|       | Queen Obisesan     | NGR  | NM        |

12. September

#### Weitsprung
| Platz | Athlet                  | Land | Weite (m) |
| ----- | ----------------------- | ---- | --------- |
| 1     | Blessing Okagbare       | NGR  | 6,50 w    |
| 2     | Marlyne Sarah Ngongoa   | CMR  | 6,46 w    |
| 3     | Romaissa Belabiod       | ALG  | 6,46      |
| 4     | Joëlle Mbumi Nkouindjin | CMR  | 6,35 w    |
| 5     | Yetsa Tuakli-Wosornu    | GHA  | 6,29 w    |
| 6     | Kéné Ndoye              | SEN  | 6,19      |
| 7     | Comfort Onyali          | NGR  | 6,18 w    |
| 8     | Cissé Tounkara          | MLI  | 5,72 w    |

14. September

#### Dreisprung
| Platz | Athlet                  | Land | Weite (m) |
| ----- | ----------------------- | ---- | --------- |
| 1     | Baya Rahouli            | ALG  | 14,08     |
| 2     | Kéné Ndoye              | SEN  | 13,69     |
| 3     | Otonye Iworima          | NGR  | 13,53     |
| 4     | Worokia Sanou           | BFA  | 13,32     |
| 5     | Joëlle Mbumi Nkouindjin | CMR  | 13,32     |
| 6     | Blessing Ibrahim        | NGR  | 13,17     |
| 7     | Lecabela Quaresma       | STP  | 12,96     |
| 8     | Marlyne Sarah Ngongoa   | CMR  | 12,74     |

15. September

#### Kugelstoßen
| Platz | Athlet                  | Land | Weite (m) |
| ----- | ----------------------- | ---- | --------- |
| 1     | Auriol Dongmo Mekemnang | CMR  | 16,03     |
| 2     | Veronica Abrahamse      | RSA  | 15,70     |
| 3     | Sonia Smuts             | RSA  | 15,29     |
| 4     | Omotayo Talabi          | NGR  | 14,84     |
| 5     | Doris Ange Ratsimbazafy | MAD  | 13,75     |
| 6     | Charlene Engelbrecht    | NAM  | 13,65     |
| 7     | Georgina Chirindza      | MOZ  | 11,86     |

15. September

#### Diskuswurf
| Platz | Athlet                  | Land | Weite (m) |
| ----- | ----------------------- | ---- | --------- |
| 1     | Kazai Suzanne Kragbé    | CIV  | 56,56     |
| 2     | Elizna Naudé            | RSA  | 53,63     |
| 3     | Alifatou Djibril        | TOG  | 46,46     |
| 4     | Charlene Engelbrecht    | NAM  | 44,98     |
| 5     | Auriol Dongmo Mekemnang | CMR  | 40,34     |
| 6     | Estelle Louis           | MRI  | 38,89     |
| 7     | Fanny Ossala            | CGO  | 28,45     |

16. September

#### Hammerwurf
| Platz | Athlet             | Land | Weite (m) |
| ----- | ------------------ | ---- | --------- |
| 1     | Amy Sène           | SEN  | 61,48     |
| 2     | Sarah Bensaad      | TUN  | 59,65     |
| 3     | Rana Ahmed Ibrahim | EGY  | 58,57     |
| 4     | Nehal Kamal Ahmed  | EGY  | 58,18     |
| 5     | Linda Benin        | GHA  | 57,71     |
| 6     | Queen Obisesan     | NGR  | 57,02     |
| 7     | Sophie Nyakou      | TOG  | 56,98     |
| 8     | Bidemi Balogun     | NGR  | 54,14     |

14. September

#### Speerwurf
| Platz | Athlet             | Land | Weite (m) |
| ----- | ------------------ | ---- | --------- |
| 1     | Justine Robbeson   | RSA  | 55,33     |
| 2     | Lindy Agricole     | SEY  | 51,26     |
| 3     | Gerlize de Klerk   | RSA  | 52,27     |
| 4     | Bernadette Ravina  | MRI  | 47,07     |
| 5     | Selma Rosun        | MRI  | 43,14     |
| 6     | Georgina Chirindza | MOZ  | 38,12     |
| 7     | Jucelina Moreira   | STP  | 33,28     |

13. September

#### Siebenkampf
| Platz | Athlet            | Land | Punkte |
| ----- | ----------------- | ---- | ------ |
| 1     | Margaret Simpson  | GHA  | 6172   |
| 2     | Gabriela Kouassi  | CIV  | 5714   |
| 3     | Selloane Tsoaeli  | LES  | 5590   |
| 4     | Patience Okoro    | NGR  | 5280   |
| 5     | Marthe Koala      | BFA  | 5133   |
| 6     | Sandrine Thiébaud | TOG  | 4813   |
| 7     | Annie Curty Oyono | CMR  | 4586   |
| 8     | Bibiana Mangu     | GEQ  | 3929   |

13./14. September

## Abkürzungen
| - WR = Weltrekord - WJR = Juniorenweltrekord - OR = olympischer Rekord - YOR = olympischer Jugendrekord - AR = Kontinentalrekord - AJR = Juniorenkontinentalrekord - NR = nationaler Rekord - NJR = nationaler Juniorenrekord - CR = Meisterschaftsrekord - MR = Veranstaltungsrekord | - WB = Weltbestleistung - WJB = Juniorenweltbestleistung - WYB = Jugendweltbestleistung - AB = Kontinentbestleistung - AJB = Juniorenkontinentalbestleistung - AYB = Jugendkontinentalbestleistung - NB = nationale Bestleistung - NJB = nationale Juniorenbestleistung - NYB = nationale Jugendbestleistung | - PB = persönliche Bestleistung - SB = persönliche Saisonbestleistung - QB = Qualifikationsbestleistung - WL = Weltjahresbestleistung - WJL = Juniorenweltjahresbestleistung - WYL = Jugendweltjahresbestleistung - DSQ = disqualifiziert (engl. Disqualified) - DNS = Wettkampf nicht angetreten (engl. Did Not Start) - DNF = Wettkampf nicht beendet (engl. Did Not Finish) |